# 千葉県中学校の廃校一覧
千葉県中学校の廃校一覧（ちばけんちゅうがっこうのはいこういちらん）は、千葉県内の廃校となった中学校の一覧。対象となるのは、学制改革（1947年）以降に廃校となった中学校とその分校である。学校名は廃校当時のもの。廃校時に中学校が所在していた自治体がその後合併により消滅している場合は、現行の自治体に含む。また現在休校中の県内の中学校も、その多くは実質上、廃校と同じ状態にあるので参考として記載する。
（）内は、廃校（もしくは、休校）になった年。

## 千葉市
- 千葉市立椎名中学校（1955年千葉市立誉田中学校へ統合）
- 千葉市立真砂第一中学校（2011年真砂第二中と統合し千葉市立真砂中学校へ）[1]
- 千葉市立真砂第二中学校（2011年真砂第一中と統合し真砂中へ）[1]
- 千葉市立磯辺第一中学校（2013年磯辺第二中と統合し千葉市立磯辺中学校へ）[2]
- 千葉市立磯辺第二中学校（2013年磯辺第一中と統合し磯辺中へ）[2]
- 千葉市立花見川第一中学校（2015年花見川第二中と統合し千葉市立花見川中学校へ）[3]
- 千葉市立花見川第二中学校（2015年花見川第一中と統合し花見川中へ）[3]
- 千葉市立高洲第一中学校（2021年高洲第二中と統合し千葉市立高洲中学校へ）[4]
- 千葉市立高洲第二中学校（2021年高洲第一中と統合し高洲中へ）[4]

## 銚子市
- 銚子市立椎柴中学校（1958年船木中と統合し第六中へ）[5]
- 銚子市立船木中学校（1958年椎柴中と統合し第六中へ）[5]
- 銚子市立第四中学校（2013年第八中と統合し銚子市立銚子中学校へ）[6]
- 銚子市立第八中学校（2013年第四中と統合し銚子中へ）[6]
- 銚子市立第五中学校（2021年統合により銚子市立銚子西中学校へ）[7]
- 銚子市立第六中学校（同上）[7]
- 銚子市立第七中学校（同上）[7]

## 市川市
- 市川市立行徳中学校（1962年11月南行徳中と統合し市川市立第七中学校へ）[8]
- 市川市立南行徳中学校（1962年11月行徳中と統合し第七中へ）[8]
- 市川市立塩浜中学校（2015年塩浜小と統合し小中一貫校の市川市立塩浜学園となり2016年義務教育学校へ）[9]

## 船橋市
- 船橋市立八栄中学校（1948年船橋市立船橋中学校へ統合）[10]
- 船橋市立高根中学校〈初代〉（1949年三咲中と統合し船橋市立御滝中学校へ）[11]
- 船橋市立三咲中学校（1949年高根中〈初代〉と統合し御滝中へ）[11][注釈 1]
- 船橋市立金杉台中学校（2023年御滝中へ統合）[13]

## 館山市
- 館山市立那古中学校（1949年船形中と統合し館山市立第一中学校へ）[14]
- 館山市立船形中学校（1949年那古中と統合し第一中へ）[14]
- 館山市立館山中学校〈初代〉（1949年北条中と統合し第二中へ）[15]
- 館山市立北条中学校（1949年館山中〈初代〉と統合し第二中へ）[15]
- 館山市立第四中学校（1980年[16]）
- 館山市立神余中学校（1980年[16]）
- 館山市立豊房中学校（1980年[16]）
- 館山市立西岬中学校（1982年第二中へ統合）[17]
- 館山市立第二中学校（2021年第三中と統合し館山市立館山中学校〈2代目〉へ）[18]
- 館山市立第三中学校（2021年第二中と統合し館山中〈2代目〉へ）[18]

## 木更津市
- 木更津市立中郷中学校（2019年木更津市立清川中学校へ統合）[19]

## 松戸市
- 松戸市立新松戸北中学校（2009年松戸市立小金中学校へ統合、また同校も2006年から2009年まで休校）[20]

## 茂原市
- 茂原市立豊田中学校（1955年新設の茂原市立冨士見中学校へ統合）[21]
- 茂原市立二宮中学校（同上）[21]
- 茂原市立五郷中学校（1960年鶴枝中と統合し南部中〈現：茂原市立南中学校〉へ）[22]
- 茂原市立鶴枝中学校（1960年五郷中と統合し南部中へ）[22]
- 茂原市立西陵中学校（2020年冨士見中へ統合）[23]

本納町（1972年廃止）
- 本納町立新治中学校（1953年茂原市立本納中学校〈当時：本納町立〉へ統合）[24]
- 本納町立豊岡中学校（1967年本納中へ統合）[24]

## 成田市
- 成田市立八生中学校（1964年公津中と統合し成田市立西中学校へ）[25]
- 成田市立公津中学校（1964年八生中と統合し西中へ）[25]
- 成田市立中郷中学校（1970年成田市立成田中学校へ統合）[26]
- 成田市立豊住中学校（2009年成田中へ統合）[26]
- 成田市立下総中学校（2014年下総小と統合し小中一貫校の成田市立下総みどり学園となり2017年義務教育学校へ）[27]
- 成田市立大栄中学校（2021年大須賀小・桜田小・前林小・津富浦小・川上小と統合し成田市立大栄みらい学園へ）[28]
- 大栄町立大須賀中学校（1983年昭栄中と統合し大栄中へ）[29]
- 大栄町立昭栄中学校（1983年大須賀中と統合し大栄中へ）[29]

## 佐倉市
- 佐倉市立佐倉中学校千代田分校（1959年8月31日）[注釈 2]
- 佐倉市立和田中学校（1960年佐倉市立南部中学校へ統合）[30]
- 佐倉市立弥富中学校（同上）[30]

## 東金市
- 東金市立東金中学校〈初代〉（1961年第一中・第二中・第三中へ再編）[31]
- 東金市立丘山中学校（同上）[31]
- 東金市立豊成中学校（同上）[31]
- 東金市立正気中学校（同上）[31]
- 東金市立福岡中学校（同上）[31]
- 東金市立第一中学校（1971年統合により東金市立東金中学校〈2代目〉へ）[31]
- 東金市立第二中学校（同上）[31]
- 東金市立第三中学校（同上）[31]

## 旭市
- 旭市立矢指中学校（1956年富浦中と統合し旭市立第一中学校へ）[32]
- 旭市立富浦中学校（1956年矢指中と統合し第一中へ）[32]
- 旭市立旭中学校（1959年10月1日統合により旭市立第二中学校へ）[33]
- 旭市立豊畑中学校（同上）[33]
- 旭市立共和中学校（同上）[33]
- 旭市立中央中学校（1960年第二中へ統合）[33]
- 飯岡町立飯岡中学校〈旧〉（1957年旭市立豊岡中学校の一部および三川中と統合し旭市立飯岡中学校〈いずれも当時：飯岡町立〉へ）[34]
- 飯岡町立三川中学校（1957年豊岡中の一部および飯岡中〈旧〉と統合し飯岡中〈新〉へ）[34]
- 干潟町立中央中学校（1955年中和村立中和中から改称、1963年東中へ統合）[35]
- 干潟町立東中学校（1955年萬歳村立萬歳中から改称、1972年西中と統合し旭市立干潟中学校〈当時：干潟町立〉へ）[35]
- 干潟町立西中学校（1955年古城村立古城中から改称、1972年東中と統合し干潟中へ）[35]
- 海上町立鶴巻中学校（1958年統合により旭市立海上中学校〈当時：海上町立〉へ）[36]
- 海上町立滝郷中学校（同上）[36]
- 海上町立嚶鳴中学校（同上）[36]

## 習志野市
- 津田沼町立津田沼中学校（1949年習志野市立第一中学校と習志野市立第二中学校〈いずれも当時：津田沼町立〉へ分離）[37]
- 習志野市立実籾中学校（1958年第二中へ統合）[38]

## 勝浦市
- 勝浦市立上野中学校（1970年総野中と統合し北中へ）[39]
- 勝浦市立総野中学校（1970年上野中と統合し北中へ）[39]
- 勝浦市立勝浦中学校〈旧〉（2017年統合により勝浦市立勝浦中学校〈新〉へ）[40]
- 勝浦市立北中学校（同上）[40]
- 勝浦市立興津中学校（同上）[40]

## 市原市
- 市原市立牛久中学校[41]（1971年統合により市原市立南総中学校へ）[注釈 3]
- 市原市立戸田中学校[41]（同上）
- 市原市立鶴舞中学校[41]（同上）
- 市原市立平三中学校[41]（同上）
- 市原市立八幡東中学校（2023年市原市立八幡中学校へ統合）[42]
- 千種村立千種中学校〈初代〉（1955年市原市立姉崎中学校〈当時：姉崎町立〉と市原市立五井中学校〈当時：五井町立〉へ分割統合、1987年市原市立千種中学校として再独立）[43][注釈 4]
- 三和町立市西中学校（1962年統合により市原市立三和中学校〈当時：三和町立〉へ）[44]
- 三和町立養老中学校（同上）[44]
- 三和町立海上中学校（同上）[44]
- 加茂村立高滝中学校（1965年統合により市原市立加茂中学校〈当時：加茂村立〉へ）[45][注釈 5]
- 加茂村立里見中学校（同上）[45]
- 加茂村立富山中学校（同上）[45]
- 加茂村立白鳥中学校（同上）[45]
- 加茂村立月出中学校（1967年加茂中へ統合）[45]

## 流山市
- 流山町立南部中学校〈旧〉（1953年流山中と統合し流山市立南部中学校〈当時：流山町立〉へ）[46]
- 流山町立流山中学校（1953年南部中〈旧〉と統合し南部中〈新〉へ）[46]

## 我孫子市
- 我孫子町立第一中学校（1949年第二中と統合し我孫子市立我孫子中学校〈当時：我孫子町立〉へ）[47]
- 我孫子町立第二中学校（1949年第一中と統合し我孫子中へ）[47]

## 鴨川市
- 鴨川市立天津中学校（2005年小湊中と統合し鴨川市立安房東中学校へ）[48]
- 鴨川市立小湊中学校（2005年天津中と統合し安房東中へ）[48]
- 鴨川市立長狭中学校（2009年鴨川市立長狭学園新設のため閉校）[49]
- 鴨川市立鴨川中学校〈旧〉（2011年江見中と統合し鴨川市立鴨川中学校〈新〉へ）[50]
- 鴨川市立江見中学校（2011年鴨川中〈旧〉と統合し鴨川中〈新〉へ）[50]

## 君津市
- 君津市立小糸中学校（2019年清和中と統合し君津市立周東中学校へ。周東中学校校舎は、小糸中学校校舎を使用する[51]。）[52]
- 君津市立清和中学校（2019年小糸中と統合し周東中へ。清和中学校校舎は、2020年に開校した君津市立清和小学校校舎として使われる[51]。）[52]
- 君津市立小櫃中学校（2020年統合により君津市立上総小櫃中学校へ）[53]
- 君津市立久留里中学校（同上）[53]
- 君津市立松丘中学校（同上）[53]
- 君津市立亀山中学校（同上）[53]
- 小糸町立東中学校（1955年小糸村立小糸中から改称、1962年西中と統合し小糸中へ）[54]
- 小糸町立西中学校（1955年中村立中中から改称、1962年東中と統合し小糸中へ）[54]
- 清和村立秋元中学校（1970年三島中と統合し清和中へ）[55]
- 清和村立三島中学校（1970年秋元中と統合し清和中へ）[55]

## 浦安市
- 東京学館浦安中学校（2021年閉校）[56]

## 富津市
- 富津町立富津中学校〈旧〉（1967年統合により富津市立富津中学校〈当時：富津町立〉へ）[57]
- 富津町立飯野中学校（同上）[57]
- 富津町立青堀中学校（同上）[57]
- 富津市立大貫中学校（2020年佐貫中と統合し富津市立大佐和中学校へ）[58]
- 富津市立佐貫中学校（2020年大貫中と統合し大佐和中へ）[58]
- 富津市立天羽中学校〈旧〉（2020年天羽東中と統合し富津市立天羽中学校〈新〉へ）[59]
- 富津市立天羽東中学校（2020年天羽中〈旧〉と統合し天羽中〈新〉へ）[59]
- 天羽町立湊中学校（1967年統合により天羽中へ）[60]
- 天羽町立天神山中学校（同上）[60]
- 天羽町立竹岡中学校（同上）[60]
- 天羽町立金谷中学校（同上）[60]
- 天羽町立環中学校（1970年関豊中と統合し天羽東中へ）[61]
- 天羽町立関豊中学校（1970年環中と統合し天羽東中へ）[61]

## 四街道市
- 四街道町立旭中学校〈初代〉（1960年千代田中〈初代〉と統合し四街道市立四街道中学校〈当時：四街道町立〉へ）
- 四街道町立千代田中学校〈初代〉（1960年旭中〈初代〉と統合し四街道中へ）[注釈 6]

## 袖ケ浦市
- 平川町立平岡中学校（1966年中川中と統合し袖ケ浦市立平川中学校〈当時：平川町立〉平川校舎となり、1968年8月30日新校舎へ移転）[64]
- 平川町立中川中学校（1966年平岡中と統合し平川中中川校舎となり、1968年8月30日廃止）[64]

## 八街市
- 八街町立川上中学校（1963年統合により八街町立中央中学校〈現：八街市立八街中央中学校〉へ）[65]
- 八街町立朝陽中学校（1963年中央中朝陽校舎となり、1966年完全統合）[65]
- 八街町立交進中学校（1963年中央中交進校舎となり、1966年完全統合）[65]
- 八街町立二州中学校（1963年中央中二州校舎となり、1966年完全統合）[65]

## 印西市
- 印西町立大森中学校（1958年木下中と統合し印西市立印西中学校〈当時：印西町立〉へ）[66]
- 印西町立木下中学校（1958年大森中と統合し印西中へ）[66]
- 印西町立永治中学校（1958年印西中学校永治分校となり、1959年廃校）[66]
- 印旛村立六合中学校（1975年六合中と統合し印旛村立印旛中学校へ）[67]
- 印旛村立宗像中学校（1975年宗像中と統合し印旛中へ）[67]

## 白井市
- 白井村立白井中学校分室（1950年）[68]

## 南房総市
- 南房総市立丸山中学校（2014年和田中〈2代目〉と統合し南房総市立嶺南中学校へ）[69]
- 南房総市立和田中学校〈2代目〉（2014年丸山中と統合し嶺南中へ）[69]
- 南房総市立千倉中学校（2024年白浜中と統合し南房総市立南房総中学校へ）[70][注釈 7]
- 南房総市立白浜中学校（2024年千倉中と統合し南房総中へ）[70]
- 千倉町立千倉中学校〈旧〉（1958年統合により千倉中へ）[72]
- 千倉町立七浦中学校（同上）[72]
- 千倉町立健田中学校（同上）[72]
- 千倉町立千歳中学校（同上）[72]
- 丸山町立丸中学校（1960年丸山中へ統合）
- 富浦町立富浦中学校〈旧〉（1965年八束中と統合し南房総市立富浦中学校〈当時：富浦町立〉へ）[73]
- 富浦町立八束中学校（1965年富浦中〈旧〉と統合し富浦中〈新〉へ）[73]
- 和田町立和田中学校〈初代〉（1965年統合により和田中〈2代目〉へ）[74]
- 和田町立南三原中学校（同上）[74]
- 和田町立北三原中学校（同上）[74]
- 白浜町立白浜中学校〈旧〉（1969年長尾中と統合し白浜中へ）[75]
- 白浜町立長尾中学校（1969年白浜中〈旧〉と統合し白浜中〈新〉へ）[75]
- 稲都村立稲都中学校（1949年統合により組合立国府中学校〈現：南房総市立三芳中学校）へ）[76]
- 国府村立国府中学校（同上）[76]
- 滝田村立滝田中学校（同上）[76]

## 匝瑳市
- 八日市場市立豊和中学校（1959年統合により八日市場市立第一中学校〈現：匝瑳市立八日市場第一中学校〉へ）[77]
- 八日市場市立椿海中学校（同上）[77]
- 八日市場市立平和中学校（同上）[77]
- 八日市場市立共興中学校（同上）[77]
- 八日市場市立中央中学校〈初代〉（1963年須賀中と統合し八日市場市立中央中学校〈2代目〉へ）[78]
- 八日市場市立須賀中学校（1963年中央中〈初代〉と統合し中央中〈2代目〉へ）[78]
- 八日市場市立中央中学校〈2代目〉（1968年統合により八日市場市立第二中学校〈現：匝瑳市立八日市場第二中学校〉へ）[78]
- 八日市場市立豊栄中学校（同上）[78]
- 八日市場市立吉田中学校（同上）[78]
- 八日市場市立飯高中学校（同上）[78]
- 八日市場市立匝瑳中学校（同上）[78]
- 野栄町立野田中学校（1964年栄中と統合し匝瑳市立野栄中学校〈当時：野栄町立〉へ）[79]
- 野栄町立栄中学校（1964年野田中と統合し野栄中へ）[79]

## 香取市
- 香取市立佐原第三中学校（2016年香取市立佐原中学校へ統合）[80]
- 佐原市立香西中学校（1953年）[81]
- 佐原市立東大戸中学校（1961年瑞穂中と統合し佐原市立第五中学校〈現：香取市立佐原第五中学校〉へ）[82]
- 佐原市立瑞穂中学校（1961年東大戸中と統合し第五中へ）[82]
- 佐原市立第二中学校（2004年第四中と統合し香取市立香取中学校〈当時：佐原市立〉へ）[83]
- 佐原市立第四中学校（2004年第二中と統合し香取中へ）[83]
- 小見川町立小見川中央中学校（1966年統合により香取市立小見川中学校〈当時：小見川町立〉へ）[84]
- 小見川町立東中学校（同上）[84]
- 小見川町立西中学校（同上）[84]
- 小見川町立北中学校（同上）[84]
- 新島村立新島中学校分校（1971年10月25日）[85]
- 山田町立山倉中学校（1980年統合により香取市立山田中学校〈当時：山田町立〉へ）[86]
- 山田町立府馬中学校（同上）[86]
- 山田町立八都中学校（同上）[86]

## 山武市
- 山武市立蓮沼中学校（2022年松尾中と統合し山武市立山武望洋中学校へ）[87]
- 山武市立松尾中学校（2022年蓮沼中と統合し山武望洋中へ）[87]
- 山武市立山武中学校〈初代〉（2019年山武南中と統合し山武市立山武中学校〈2代目〉へ）[88]
- 山武市立山武南中学校（2019年山武中〈初代〉と統合し山武中〈2代目〉へ）[88]
- 成東町立成東中学校〈旧〉（1949年大富中と統合し成東町・大富村学校組合立平野ヶ丘中学校となり、1954年成東町立成東中へ戻し、2006年山武市立成東中学校へ）[89]
- 成東町立南郷中学校（1958年統合により山武市立成東東中学校へ）[90]
- 成東町立緑海中学校（同上）[90]
- 成東町立鳴浜中学校（同上）[90]
- 大富村立大富中学校（1949年成東中へ統合）[89]
- 源村立源中学校（1950年日向中と統合し源村日向村学校組合立源中となり、1954年日源中へ）[91]
- 日向村立日向中学校（1950年源中と統合源村日向村学校組合立源中となり、1954年日源中へ）[91]
- 山武町学校組合立日源中学校（1967年睦岡中と統合し山武中〈初代〉へ）[91]
- 山武町立睦岡中学校（1967年日源中と統合し山武中〈初代〉へ）[91]
- 松尾町立松尾中学校〈旧〉（1958年統合により山武市立松尾中学校〈当時：松尾町立〉へ）[92]
- 松尾町立豊岡中学校（同上）[92]
- 松尾町立大平中学校（同上）[92]

## いすみ市
- 大原町立大原中学校〈旧〉（1976年統合によりいすみ市立大原中学校〈当時：大原町立〉へ）[93]
- 大原町立東海中学校（同上）[93]
- 大原町立東中学校（同上）[93]
- 大原町立浪花中学校（同上）[93]
- 大原町立布施中学校（同上）[93]
- 夷隅町立中川中学校（1955年いすみ市立国吉中学校〈当時：夷隅町立〉へ統合）[94]
- 岬町夷隅町組合立南総中学校（1963年国吉中へ統合）[94]

## 大網白里市
- 山辺村組合立大山中学校（1948年統合により4か村組合立大山中学校〈現：大網白里市立大網中学校〉へ）[95]
- 瑞穂村立瑞穂中学校（同上）[95]
- 大和村立大和中学校（同上）[95]
- 大網白里町立増穂中学校〈初代〉（1970年大網中へ統合[95]、1984年再独立し2013年市制施行により大網白里市立増穂中学校[96]へ）

## 印旛郡
- 栄町立安食中学校（1967年布鎌中と統合し栄町立栄中学校へ）[97]
- 栄町立布鎌中学校（1967年安食中と統合し栄中へ）[97]
- 栄町立栄東中学校（2015年栄中へ統合）[98]

## 香取郡
- 神崎町立神崎中学校〈旧〉（1956年米澤中と統合し神崎町立神崎中学校〈新〉へ）[99]
- 神崎町立米澤中学校（1956年神崎中〈旧〉と統合し神崎中〈新〉へ）[99]
- 東庄町立神代中学校（1972年統合により東庄町立東庄中学校へ）[100]
- 東庄町立笹川中学校（同上）[100]
- 東庄町立橘中学校（同上）[100]
- 東庄町立東城中学校（同上）[100]

## 山武郡
- 九十九里町立作田中学校（1958年10月片貝中へ統合）[101][注釈 8]
- 九十九里町立東部中学校（1960年片貝中から改称、1971年9月1日南部中と統合し九十九里町立九十九里中学校へ）[102]
- 九十九里町立南部中学校（1960年豊海中から改称、1971年9月1日東部中と統合し九十九里中へ）[102]
- 芝山町立芝山中学校〈旧〉（1955年7月二川村立二川中から改称、1962年千代田中と統合し芝山町立芝山中学校〈新〉芝山校舎となり、1964年9月1日新校舎へ移転）[103]
- 芝山町立千代田中学校（1962年芝山中〈旧〉と統合し芝山中〈新〉千代田校舎となり、1963年新校舎へ移転）[103]
- 横芝町立横芝中学校〈旧〉（1959年統合により横芝光町立横芝中学校〈当時：横芝町立〉横芝校舎となり、1961年新校舎へ移転）[104]
- 横芝町立大総中学校（1959年横芝中大総校舎となり、1961年廃止）[104]
- 横芝町立上堺中学校（1959年横芝中上堺校舎となり、1961年廃止）[104]

## 長生郡
- 一宮町立一宮中学校〈旧〉（1958年8月1日東浪見中と統合し一宮町立一宮中学校〈新〉へ）[105]
- 一宮町立東浪見中学校（1958年8月1日一宮中〈旧〉と統合し一宮中〈新〉へ）[105]
- 長生村立一松中学校（1961年統合により長生村立長生中学校へ）[106]
- 長生村立八積中学校（同上）[106]
- 長生村立高根中学校（同上）[106]
- 白子町立白潟中学校（1962年統合により白子町立白子中学校へ）[107]
- 白子町立南白亀中学校（同上）[107]
- 白子町立関中学校（同上）[107]
- 長柄町立長柄中学校〈旧〉（2005年昭栄中と統合し長柄町立長柄中学校〈新〉へ）[108]
- 長柄町立昭栄中学校（2005年長柄中〈旧〉と統合し長柄中〈新〉へ）[108]
- 長南町立長南中学校〈初代〉（1955年庁南中から改称、1959年豊栄中と統合し長栄中へ）[109]
- 長南町立豊栄中学校（1959年長南中〈初代〉と統合し長栄中へ）[109]
- 長南町立東中学校（1960年西中と統合し東西中へ）[109]
- 長南町立西中学校（1960年東中と統合し東西中へ）[109]
- 長南町立長栄中学校（1961年東西中と統合し長南町立長南中学校〈2代目〉へ）[109]
- 長南町立東西中学校（1961年長栄中と統合し長南中〈2代目〉へ）[109]
- 睦沢村立土睦中学校（1967年瑞沢中と統合し睦沢町立睦沢中学校〈当時：睦沢村立〉へ）[110]
- 睦沢村立瑞沢中学校（1967年土睦中と統合し睦沢中へ）[110]

## 夷隅郡
- 大多喜町立西中学校（2018年大多喜町立大多喜中学校へ統合）[111]
- 大多喜町立老川中学校（1965年西畑中と統合し大多喜町立西中学校へ）[112]
- 大多喜町立西畑中学校（1965年老川中と統合し西中へ）[112]
- 御宿町立岩和田中学校（1956年御宿町立御宿中学校へ統合）[113]
- 御宿町立布施中学校（1957年御宿中へ統合）[113]

## 安房郡
- 鋸南町立第一中学校（1995年第二中と統合し鋸南町立鋸南中学校へ）[114][注釈 9]
- 鋸南町立第二中学校（1995年第一中と統合し鋸南中へ）[114]